# Coelioxys producta
Coelioxys producta là một loài Hymenoptera trong họ Megachilidae. Loài này được Cresson mô tả khoa học năm 1865.